# Octavia Blue
Octavia LaDawn Blue (Fort Lauderdale, 18 agosto 1976) è un'ex cestista e allenatrice di pallacanestro statunitense, professionista nella WNBA.

## Carriera
È stata selezionata dalle Los Angeles Sparks al secondo giro del Draft WNBA 1998 (15ª scelta assoluta).

## Palmarès

### Giocatrice
- Campionessa NWBL (2003)